# Amastris (córka Oksatresa)
Amastris lub Amastrine (gr.: Άμαστρις, Amastris; Άμαστρινή, Amastrinḗ) (zm. ok. 284 p.n.e.) – władczyni Heraklei Pontyjskiej w latach 305–301 p.n.e. Córka Oksatresa, brata Dariusza III Artaszaty, króla Persji z dynastii Achemenidów.
W czasie wielkiej ceremonii grupowych zaślubin, zorganizowanej przez króla macedońskiego Aleksandra III Wielkiego w Suzie (r. 324 p.n.e.), Amastris została przez niego wydana za Kraterosa, wodza i przyjaciela króla. Gdy Aleksander zmarł, Krateros postanowił porzucić ją, by poślubić Filię, córkę Antypatra, wodza macedońskiego. W r. 322 p.n.e. Amastris, mając jego zgodę, poślubiła Dionizjusza Dobrego, tyrana Heraklei Pontyjskiej. Mąż dzięki bogactwom otrzymanym w posagu mógł kupić cały majątek Dionizjusza II Młodszego, tyrana Syrakuz, po upadku jego państwa. Amastris urodziła mężowi troje dzieci (dwóch synów i córkę): Klearchosa, Oksatresa i Amastris.
Dionizjusz przed śmiercią wyznaczył żonę na jedyną władczynię i z kilkoma innymi na opiekunkę nieletnich dzieci. Gdy zmarł w r. 306/305 p.n.e., Amastris objęła po nim władzę w Heraklei. Miała w początkowych latach poparcie Antygona I Jednookiego, byłego wodza macedońskiego i króla Azji. Kiedy ten miał problemy, sprawami miasta i dziećmi zajął się Lizymach, były wódz macedoński i król Tracji. Darząc uczuciem Amastris, poślubił ją w r. 302 p.n.e. Lizymach pozostawił ją w Heraklei, by zająć sprawami niecierpiącymi zwłoki. Potem ściągnął ją do Sardes. Amastris urodziła mu syna Aleksandra Arridajosa, przyszłego króla Macedonii. Lizymach po pewnym czasie przeniósł uczucia na Arsinoe, córkę króla egipskiego Ptolemeusza I Sotera i Bereniki I, którą poślubił w r. 299 p.n.e. Amastris powróciła do Heraklei. Postanowiła założyć miasto Amastris (ob. Amasra), położone na małym półwyspie Morza Czarnego w Paflagonii.
W r. 301 p.n.e. oddała władzę nad miastem najstarszemu synowi Klearchowi II, który doszedł do wieku męskiego. Ten zaczął rządzić wspólnie z młodszym bratem Oksatresem. Ci nie będąc podobnymi do ojca postanowili zabić własną matkę, by nie robiła im wymówek. Skrycie doprowadzili do tego, by Amastris weszła na statek, po czym zatopili ją w morzu. Prawdopodobnie stało się to w r. 289 p.n.e. Ten występek oburzył Lizymacha, ich byłego ojczyma. Postanowił ich ukarać. Udając przychylnego w stosunku do nich, przybył do Heraklei. Tam ukarał matkobójców Klearchosa i Oksatresa. Potem przejął opiekę nad miastem, zagarniając wielkie bogactwa tyranów. Dał mieszkańcom możność wprowadzenia demokracji, po czym odjechał do domu.